# Les Monstresses
Pour plus de détails, voir Fiche technique et Distribution.
Les Monstresses (Letti selvaggi) est le dernier film hispano-italien réalisé par Luigi Zampa, sorti en 1979.
C'est une comédie érotique italienne en huit sketches.

## Synopsis
1. L'Arabe (L'arabo)
2. La Maman (Una mamma)
3. La Veuve (La vedova)
4. Un après-midi ennuyeux (Un pomeriggio noiosetto)
5. La Jeune Épouse (La moglie giovane)
6. L'Affaire du collier (Attenzione a quei due)
Un voleur et sa complice Maria (Monica Vitti), dérobent le collier d’une princesse. Angelo (Michele Placido), son garde du corps profite de l’inconsistance des voleurs pour  reprendre à son tour possession des biens et s’enfuir. Maria, exploite alors à fond ses atouts féminins pour reprendre la parure. Elle se déguise en nonne puis, déterminée à récupérer le collier, elle saute dans un train dans lequel elle retrouve Angelo.
7. La Passante (La passante)
Une femme (Ursula Andress) se déshabille dans une rue passante et provoque des accidents en chaîne. Elle est en accord avec un carrossier de la région qui lui laisse un pourcentage.
8. La Femme d'affaires (La donna d'affari)
Giovanna (Laura Antonelli) est une femme d'affaires tellement active qu’elle est fascinée par un musicien et par la vie qu’il mène. Les deux se ressemblent et s’assemblent, leur moment d'intimité un peu contrarié par la vie trépidante.

## Fiche technique
Sauf indication contraire, les informations mentionnées dans cette section peuvent être confirmées par la base de données cinématographiques IMDb,  présente dans la section « Liens externes ».
- Titre français : Les Monstresses[1]
- Titre original : Letti selvaggi
- Réalisation : Luigi Zampa
- Scénario : Giorgio Salvioni, Tonino Guerra, Luis Castro
- Producteur : Giorgio Salvioni
- Musique : Riz Ortolani
- Montage : Franco Fraticelli
- Directeurs de la photographie : Armando Nannuzzi et Giuseppe Ruzzolini
- Costumes : Luca Sabatelli
- Genre : Comédie érotique italienne
- Année : 1979
- Durée : 100 minutes
- Pays :  Italie,  Espagne
- Dates de sortie :
  -  Italie : 16 mars 1979[1]
  -  France : 18 juin 1980

## Distribution
- Ursula Andress (VF : Évelyn Séléna) : la veuve / la passante
- Laura Antonelli (VF : Béatrice Delfe) : Giovanna, la femme d’affaires / la belle femme en noir
- Sylvia Kristel (VF : Brigitte Morisan) : la femme sur le lit / la jeune épouse
- Monica Vitti (VF : Michèle Bardollet) : Maria, la prostituée / la voleuse
- Orazio Orlando (VF : Marc de Georgi) : Fioroni, l'arabe
- Michele Placido (VF : Pierre Arditi) : le voleur / Angelo, le reporter photo
- José Sacristán (VF : Philippe Ogouz) : le musicien
- José Luis López Vázquez (VF : Claude Joseph) : le mari / le carrossier
- Roberto Benigni (VF : Roger Crouzet) : le directeur de l'école
- Elisa Mainardi (VF : Lita Recio) : La femme dans le train
- Enrico Beruschi (VF : William Sabatier) : le professeur
- Rossana Di Lorenzo (VF : Claude Chantal) : l'épicière
- Francesco Mazzieri (VF : Henry Djanik) : l'ami et complice de Maria
- Mauro Vestri (VF : Michel Bardinet) : le barbier de la prison
- Marco Bonetti (VF : Georges Poujouly) : le concierge
- Al Saggese (VF : Vincent Ropion) : le jeune garçon qu'accompagne Maria à l'école